# Handel a Cannons

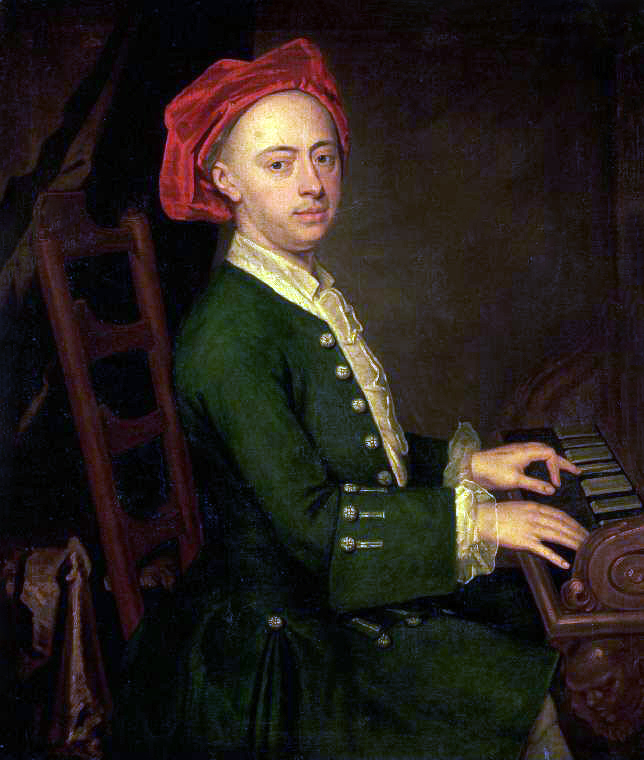
Georg Friedrich Händel cap a 1720 tocant el clavecí.

Handel a Cannons fa referència a l'estada del compositor Georg Friedrich Händel a Cannons, una gran residència a Little Stanmore, Middlesex. Händel va ser el compositor de la casa a Cannons des d'agost 1717 fins al febrer de 1719. Allí va concebre, va escriure i van tenir lloc les primeres representacions dels Chandos Anthems i altres obres importants.
Cannons era una casa gran de Middlesex, residència de James Brydges, el primer duc de Chandos, que fou patró de Händel. El duc, que era flautista, va tenir una orquestra privada formada per 24 instrumentistes. Johann Christoph Pepusch va ser el mestre de capella a Cannons a partir de 1716 i va veure com la grandària de l'establiment musical al principi es va expandir i després va disminuir en la dècada de 1720 a causa de les pèrdues de Brydges en la crisi financera que va tenir lloc el 1720 amb la Companyia del Mar del sud, una.

## Estada de Händel

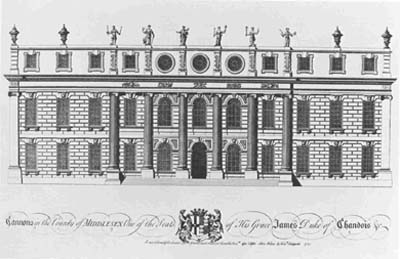
Disseny de la façana sud de Cannons.

Händel es va establir a Anglaterra el 1712, però no es té constància que tingués casa pròpia a Londres fins al 1723. Va atreure el mecenatge de nobles com Richard Boyle, tercer comte de Burlington, i va estar vivint a Burlington House abans de convertir-se en el compositor resident de Cannons, entre 1717 i 1718. S'ha suggerit que el trasllat a Cannons va estar relacionat amb el fet que el 1717 s'havia reduït la demanda dels seus serveis al centre de Londres, ja que les produccions operístiques van experimentar un declivi provisional. Al final de l'estada de Händel a Cannons, el duc i els seus amics el van ajudar a crear una nova companyia d'òpera a Londres, la Royal Academy of Music.

## Música sacra
Mentre Händel va estar a Cannons, la capella ducal encara estava en formació; finalment, va estar a punt l'any 1720. Brydges ja havia reconstruït l'església parroquial local (St Lawrence, Whitchurch) al seu gust, dins l'estil barroc. Aquí es va representar música sacra de Händel, Chandos Et Deum i Chandos Anthem (arranjaments de textos dels salms per a ús dins la litúrgia anglicana). St Lawrence encara conté obres d'art de Louis Laguerre i Bellucci (qui també va treballar en l'esquema decoratiu de la casa). En un extrem de l'església hi ha l'orgue utilitzat per Händel. Amb el pas del temps es va modernitzar i va ser restaurat el 1994 utilitzant les parts supervivents de l'orgue original, un instrument manual únic de 1716.

## Chandos Anthems
Händel va compondre els Chandos Anthems alhora que s'estava expandint la formació musical de Cannons. La partitura dels himnes varia, amb predomini de la corda, incloent violins primers i segons (i només, de tant en tant, violes), violoncels i contrabaixos. En general, hi ha una part separada per l'oboè i una per a l'orgue. De vegades, als violoncels i contrabaixos s'uneixen fagots.
Es desconeix el nombre de cantants en la disposició de Händel. A pesar que Daniel Defoe va referir al duc que hi havia un «cor complet» en un període lleugerament més tardà, sembla que faltaven contralts en el cor a l'inici de l'estada de Händel (com a exemple, "As Pants the Hart", un anthem de Händel, d'un dels himnes més primerencs).

## Música dramàtica
Una obra de Händel, Esther (HWV 50a), reconeguda com el primer oratori anglès, va ser representat pels músics de Cannons el 1718. El llibret, basat en una tragèdia de Jean Racine, era de John Arbuthnot i Alexander Pope. Händel va utilitzar diverses parts de la seva Brockes Passion a Esther.
Una altra estrena, al maig de 1718, va ser sens dubte la mascarada Acis and Galatea. El llibret fou escrit per John Gay. Segons la tradició, Acis i Galatea es va representar en el jardí, fet apropiat a Cannons, que disposava de grans fonts, ja que l'heroi pastoril Acis es transforma en una font al final de l'obra.

## Música instrumental
Händel va publicar vuit suites per a teclat el 1720. És possible, encara que no provat, que algunes d'elles fossin escrites a Cannons. És difícil datar la música perquè va ser escrita durant un període prou ampli i el compositor les va mantenir en manuscrit fins que es va assabentar d'una publicació no autoritzada propera. Es diu que a Cannons va escriure les variacions The Harmonious Blacksmith.